# Argyra cylindrica
Argyra cylindrica är en tvåvingeart som beskrevs av Friedrich Hermann Loew 1864. Argyra cylindrica ingår i släktet Argyra och familjen styltflugor. Inga underarter finns listade i Catalogue of Life.